# Marc du Jura

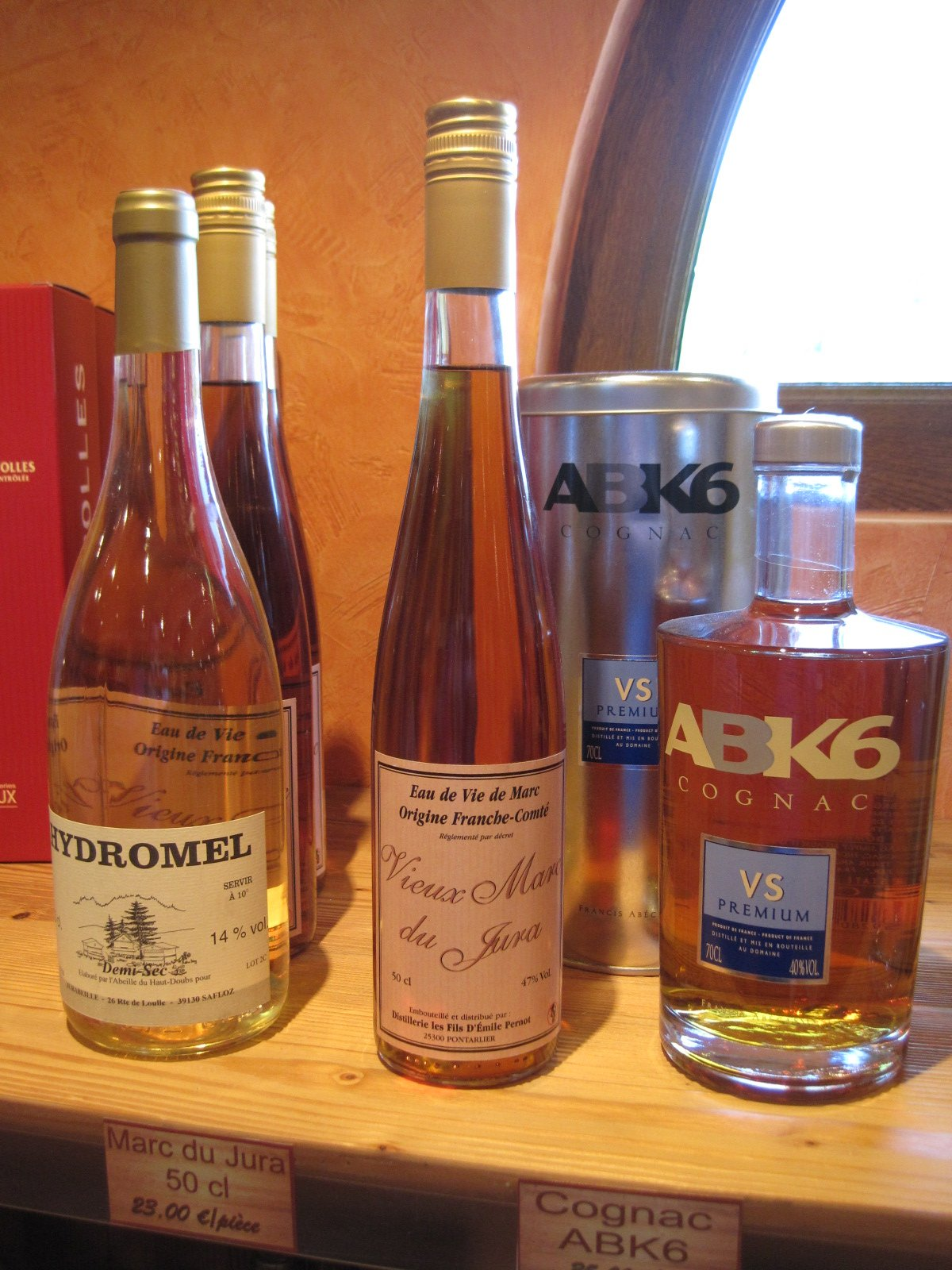
Bouteille de « Vieux Marc du Jura » entre des bouteilles d'hydromel et de cognac.

Le marc du Jura est une eau-de-vie de marc produite dans le vignoble du Jura.

## Élaboration
Le marc du Jura est obtenu par double distillation continue du marc de raisin dit de cuve ou de vin.
Il est ensuite élevé en fûts de chêne pendant deux à cinq années, voire davantage. Après élevage, il est mis en bouteille (bouteille classique « Jura » de 75 cl). Il peut être conservé pendant 50 ans ou plus.

## Caractéristiques

### Cépage
Le cépage utilisé pour le marc peut être de type chardonnay ou savagnin.

### AOC
Arbois, marc du Jura, eau-de-vie de Franche-Comté.

### Degré d'alcool
Comme la plupart des eaux-de-vie, le degré d'alcool obtenu après la double distillation se situe entre 47 et 55 %.

### Gastronomie
- Œil : le vieillissement en petits fûts de chêne lui donne une nuance jaune ambré.
- Nez : une grande finesse avec dominance de raisins confits, de raisins de Corinthe. Des nuances de vanille dues au vieillissement sous bois.
- Bouche : fort, rustique, il brûle le palais quand il est jeune.
- Vertus thérapeutiques : qualités de digestif.

Elle se marie avec bonheur aux desserts, sorbets et gâteaux (comme le Téméraire). En fin de repas, quelques gouttes au fond de la tasse à café suffisent à parfumer le palais pendant de longues heures.